# AZ Alma

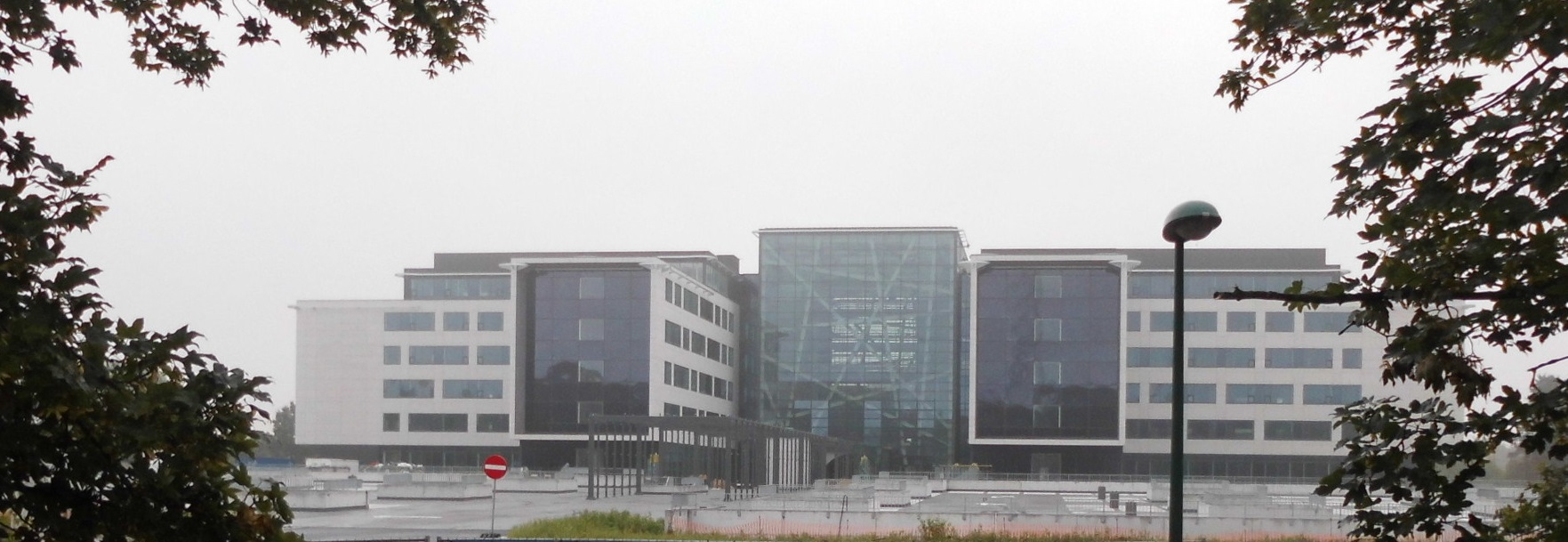
De nieuwe campus langs de R43 in Eeklo.

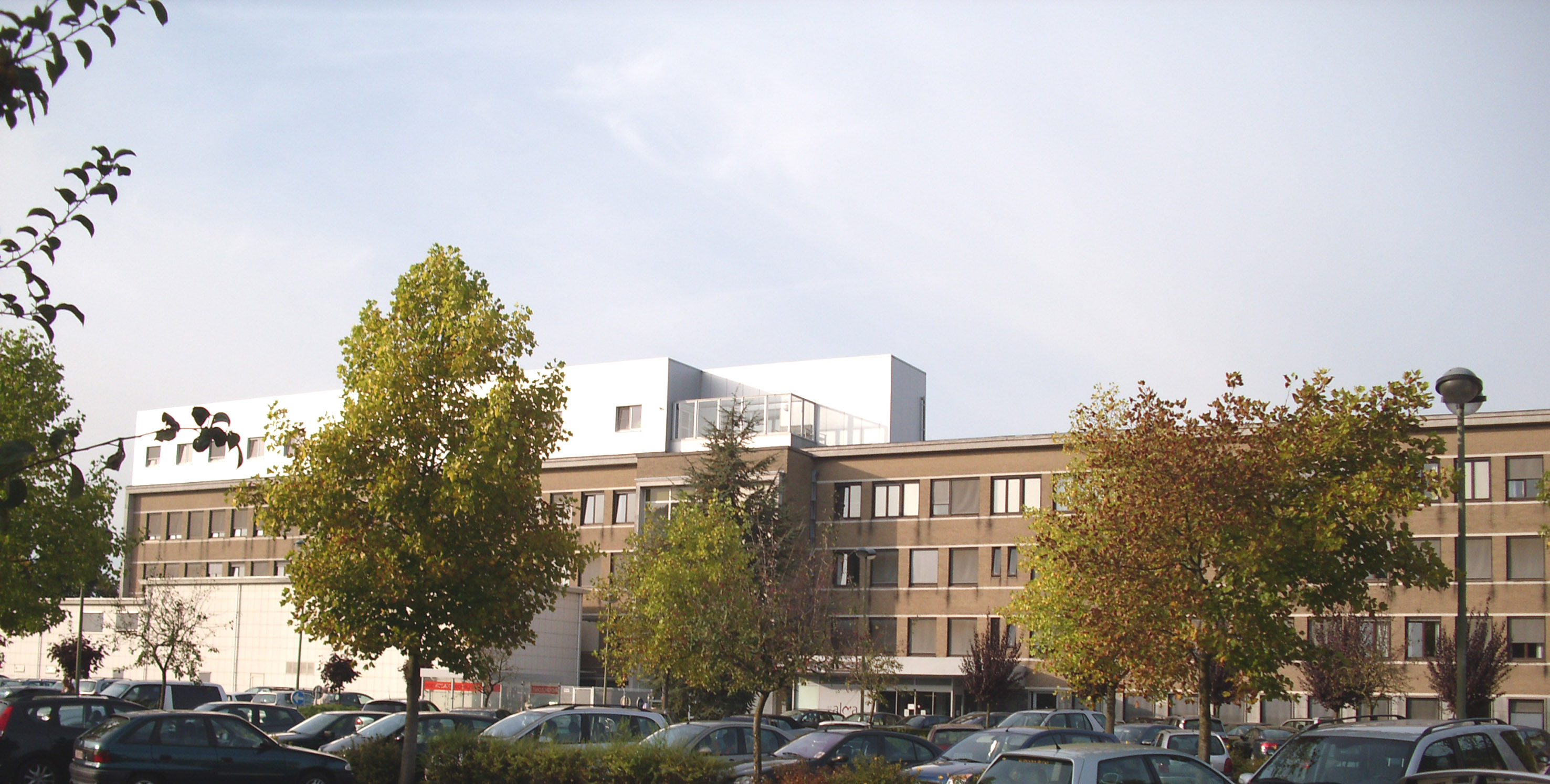
De oude campus aan de Moeie in Eeklo.

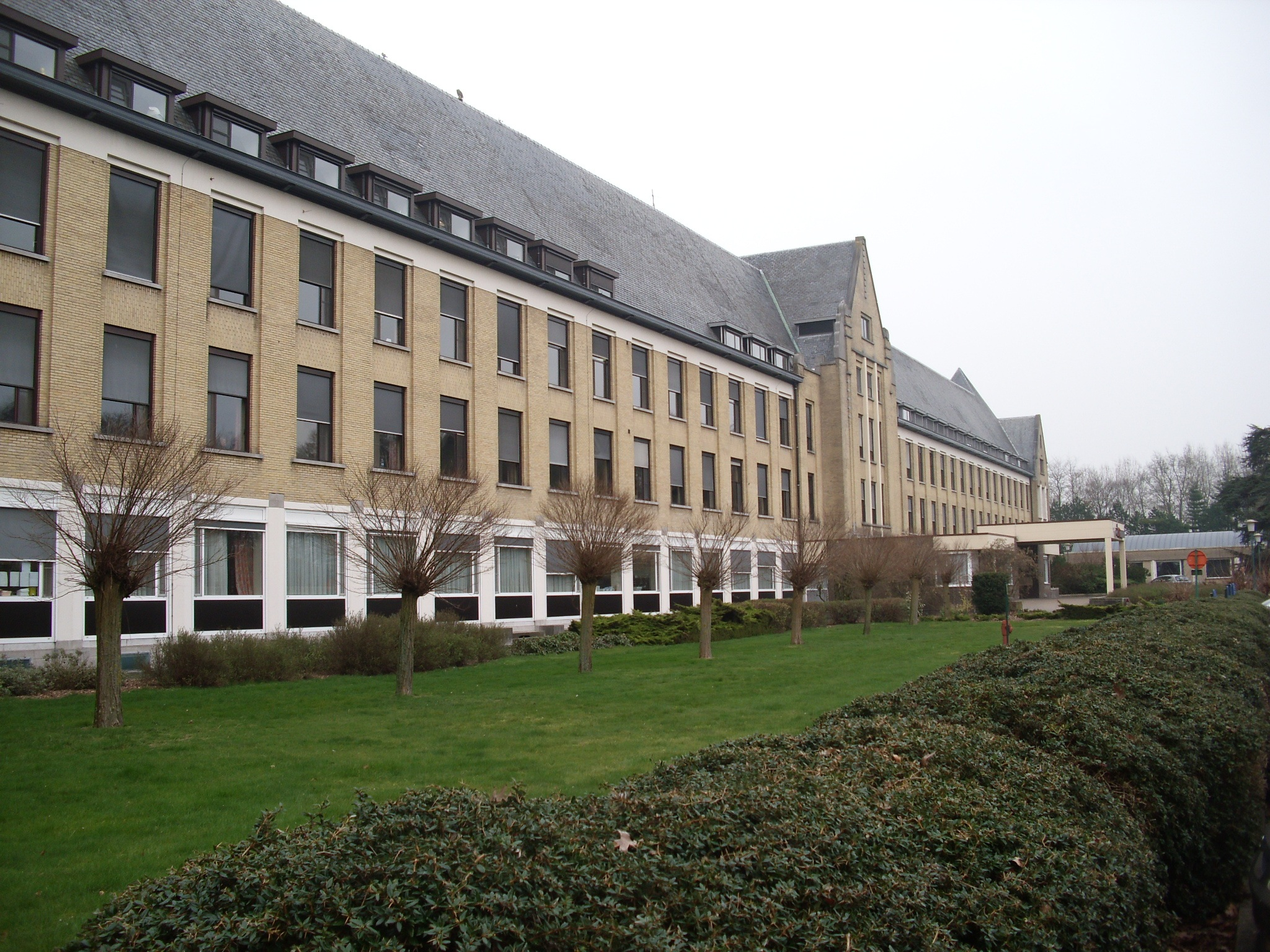
De polikliniek in Sijsele.

AZ Alma is een algemeen katholiek ziekenhuis in België, ontstaan na de fusie in 2003 van de Heilig-Hartkliniek te Eeklo in Oost-Vlaanderen en het Elisabeth Ziekenhuis te Sijsele (Damme) in West-Vlaanderen. De benaming kwam in gebruik in 2007.
Verspreid over beide campussen werken er circa 1.250 personeelsleden en 130 artsen, voor een totaal van 513 plaatsen.

## Heilig-Hartkliniek
In 1840 liet de grootgrondbezitter en toenmalige burgemeester Ridder Stroo het Weeshuis van liefdadigheid of het later genoemde Gesticht van de H.Vincentius a Paulo bouwen aan de Brugsche Straat (nu Koning Albertstraat) voor ouderlingen en wezen. De jaren ervoor - vanaf 1837, het jaar van de stichting - verbleven de gasten in de onderpastorie in de toenmalige Krommewalstraat (nu Raamstraat). Eerst waren het enkele zusters uit Zele die instonden voor de verzorging, later kwamen de Zuster van de Heilige Vincentius a Paulo hen vervangen. Wanneer deze instelling een ziekenhuis is geworden is onduidelijk. Zeker is dat er in 1857 een eerste ziekenzaal werd gebouwd en dat men langdurige zieken toeliet die er konden verzorgd worden. In 1865 kwam er een tweede ziekenzaal, die maakte de opname van patiënten met besmettelijke ziekten mogelijk.
Tijdens de Eerste Wereldoorlog werd er een klein operatiekwartier bijgebouwd. De naam Heilig Hart kwam pas vanaf 1916 in gebruik. Rond 1960 ging de congregatie samen met de Zusters Kindsheid Jesu uit Gent. In 1968 bouwde men de nieuwe en grootste vleugel (foto), van dan af bereikbaar langs de Moeie. Later werd daaraan een nieuwe rechtervleugel toegevoegd, die dienstdeed als polikliniek. Andere bijgebouwen en containers vingen de groei van het ziekenhuis op tijdens de ontwikkeling van de nieuwe campus.

## Elisabeth Ziekenhuis
Het ziekenhuis werd in gebruik genomen in 1927 als sanatorium voor tbc-lijders en genoemd naar de toenmalige koningin van België Elisabeth. Het initiatief werd al in 1921 genomen door Désiré Monthaye (1862-1945) en zijn echtgenote Michaëlla Pia Grossé (1864-1952), toen hun zoon Louis Monthaye (1892-1921) aan diezelfde gevreesde ziekte overleed. De Congregatie van de Zusters van Liefde van Jezus en Maria uit Gent namen het ziekenhuis over in 1932. Nadien kwamen de huidige gebouwen die werden opgericht vanaf 1937 en in 1939 waren afgewerkt. Toen de ziekte geleidelijke aan overwonnen leek, werd het in 1972 omgevormd tot een volwaardig acuut ziekenhuis. Het is gelegen langs de Gentse Steenweg (N9), aan de grens van de beide voornoemde provincies, en werd na de verhuis van de ziekenhuisactiviteiten omgedoopt tot Sanapolis.

## Nieuwe campus
In september 2012 werd de eerste steen gelegd van het nieuwe AZ Alma aan de Ringlaan in Eeklo, tussen de Raverschootstraat en Blakstraat. Het oude ziekenhuis is overgedragen aan de stad Eeklo. In Sijsele wordt de zorgfunctie van het domein onder de naam Sanapolis verdergezet.
Het nieuwe hospitaal kostte ongeveer 220.000.000 euro, telt 513 plaatsen en biedt werk aan 130 artsen, meer dan 1.250 medewerkers, aangevuld met zo’n 140-tal vrijwilligers. Een kwart van de investering nam AZ Alma voor zijn rekening. Het resterende bedrag werd aangevuld door subsidies van de federale en de Vlaamse overheid.
De bouwplannen werden in september 2009 ingediend bij het stadsbestuur van Eeklo. Begin 2011 tekende minister Jo Vandeurzen het subsidiedossier, zodat men kon overgaan tot de aanbesteding. De werken zijn gestart in februari 2012 en de uiteindelijke afwerking kwam er in 2017.

## Opening
Op 17 maart 2017 werd het ziekenhuis plechtig geopend door onder meer Vlaams minister-president Geert Bourgeois en Vlaams minister van Volksgezondheid, Welzijn en Gezin Jo Vandeurzen, in aanwezigheid van tal van prominenten. De eigenlijke verhuis gebeurde op 29 maart (Eeklo) en 5 april (Sijsele). Een deel van de consultaties blijft nog in Sijsele omdat er een uitgebreide polikliniek blijft behouden; net als een dienst bloedafname, een dienst Medische beeldvorming en een ambulant revalidatiecentrum.
AZ Alma vormt, samen met zeven andere zorginstellingen, het ziekenhuisnetwerk KOM (Kust-Ommeland-Meetjesland) dat tot doel heeft de zorg(kwaliteit) te optimaliseren.